# Arenopontia riedli
Arenopontia riedli är en kräftdjursart som beskrevs av Lindgren 1976. Arenopontia riedli ingår i släktet Arenopontia och familjen Leptopontiidae. Inga underarter finns listade i Catalogue of Life.